# Big Buck Bunny
Pour plus de détails, voir Fiche technique et Distribution.
Big Buck Bunny est un film néerlandais de court métrage réalisé par Sacha Goedegebure, sorti en 2008.
Ce film s'inscrit dans la lignée directe du court-métrage Elephants Dream, produit en 2005-2006. Orchestré une nouvelle fois par la Fondation Blender sous le nom de projet pêche, il vise à produire un court métrage exclusivement avec des logiciels libres dont principalement Blender. Le film, ainsi que l'ensemble des fichiers source et matériaux ayant servi à sa réalisation, est également disponible sous licence Creative Commons  Paternité (CC-by).
Le film est disponible au téléchargement depuis le 30 mai 2008. Il dure 9 minutes et 56 secondes.

## Synopsis
Dans un monde coloré, tout va pour le mieux : un gros lapin se réveille et sort de sa tanière. Il respire à pleins poumons les essences du printemps et admire les papillons. Seulement, c'est sans compter la méchanceté de trois rongeurs (Frank, Rinky et Gamera) qui tuent un de ces papillons sous les yeux abasourdis du lapin. Celui-ci décide alors de se venger. Après une longue préparation de divers pièges, les trois mammifères vont respectivement se faire faucher par un tronc en balancement, se faire catapulter et finir en cerf-volant.
Une claire référence est faite au film Predator au moment où le lapin prépare les pièges pour se venger.

## Réalisation
Ce film a eu un coût de production de 1 euro et une durée de réalisation de 6 mois (rendu compris), qui a débuté le 1er octobre 2007, a été diffusé pour une première le 10 avril 2008 au cinéma Studio K d'Amsterdam.
Le rendu final du film a été produit par des stations Solaris du Sun Grid Engine de Sun Microsystems, qui a offert un temps de calcul de 50 000 heures pour le projet.
Les musiques ont été produites par Jan Morgenstern. Comme pour Elephants Dream, le logiciel musical Reaktor fonctionnant sous Mac OS X a été employé. Ce sont les seules données du film n'ayant pas été produites à l'aide de logiciels libres. Le générique mentionne l'utilisation de Blender, GIMP, Python, Inkscape, SVN et Ubuntu.

## Images extraites du film

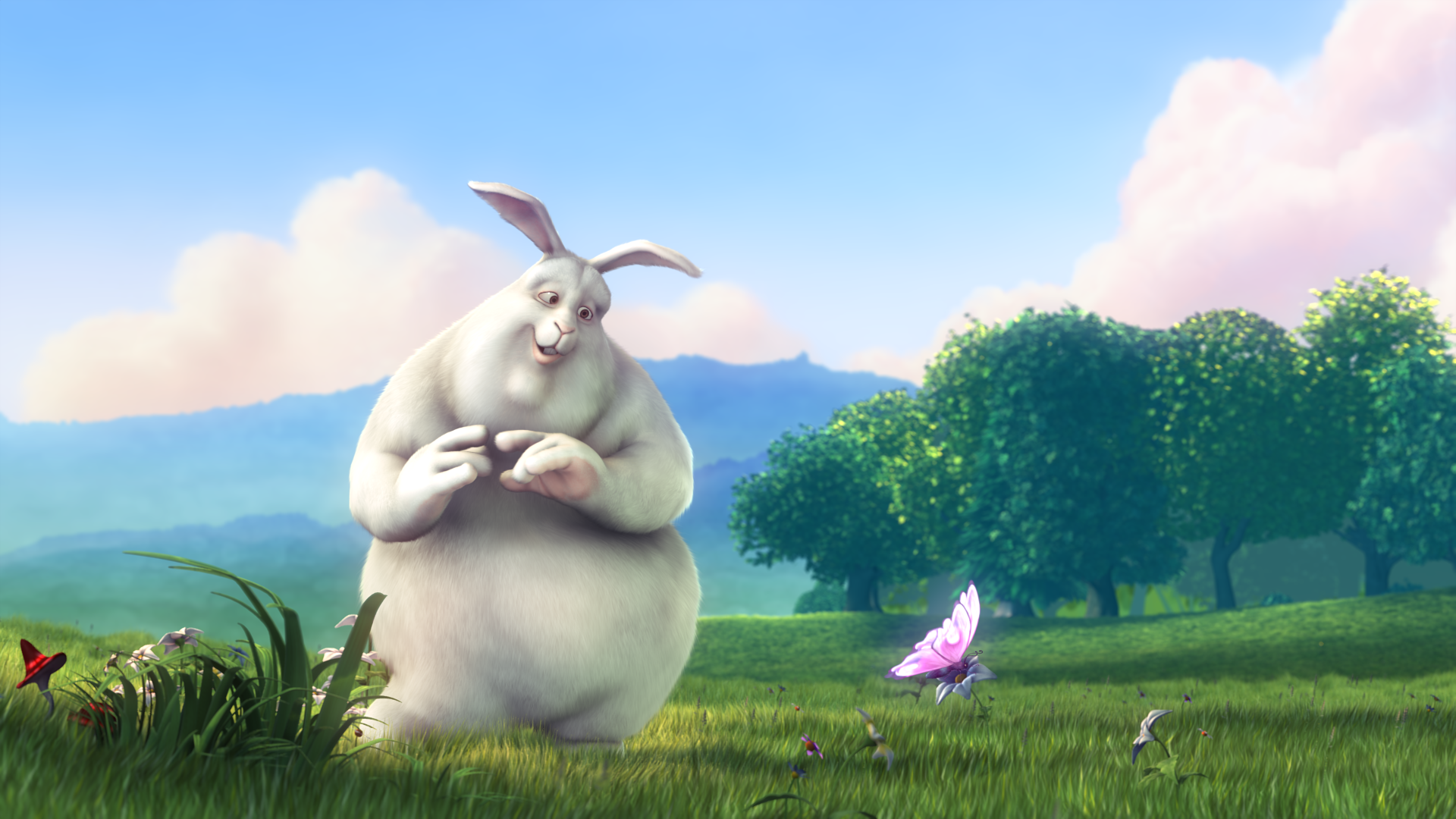
Bunny.
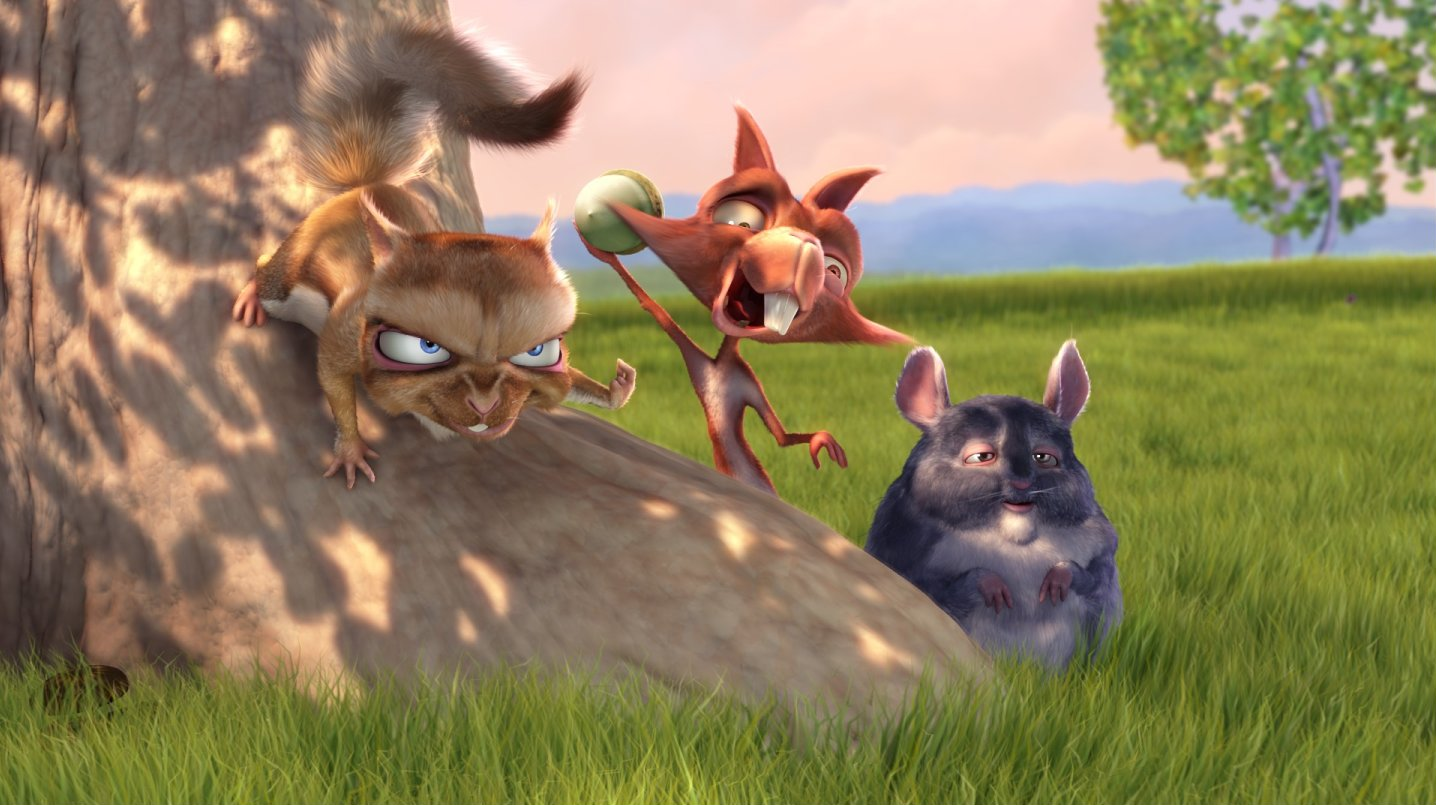
Frank, Rinky et Gamera.
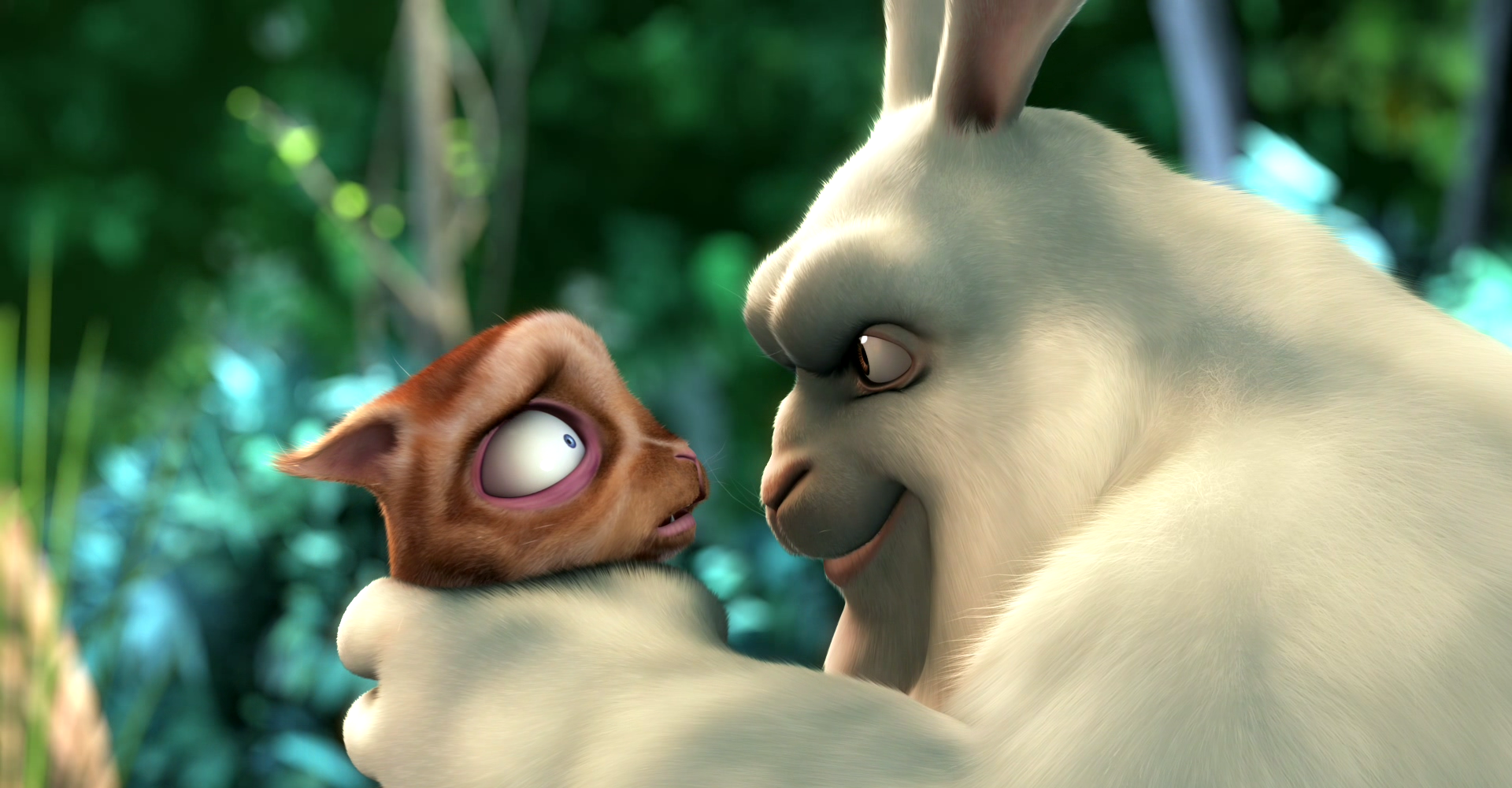
Frank et Bunny.
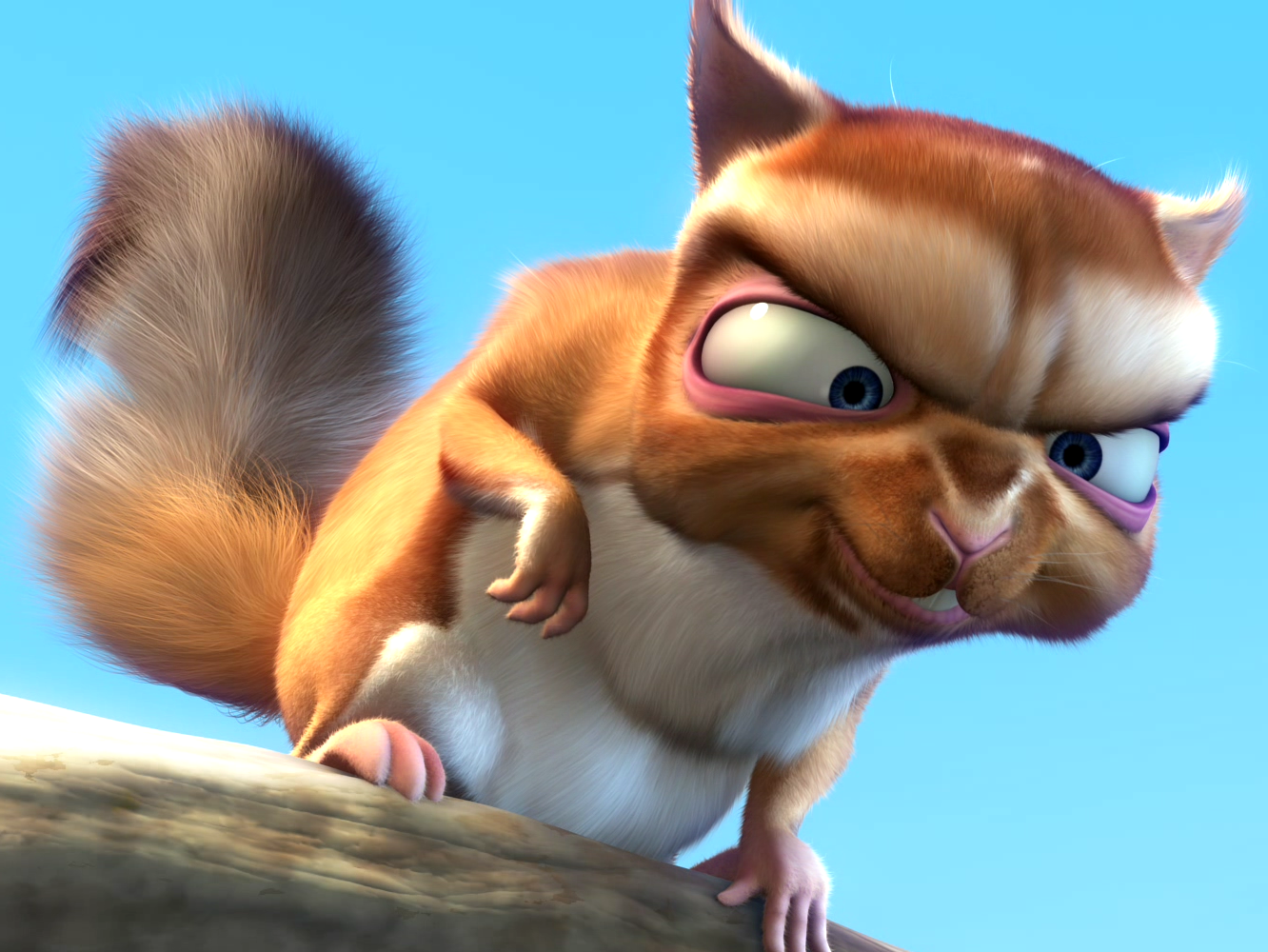
Frank
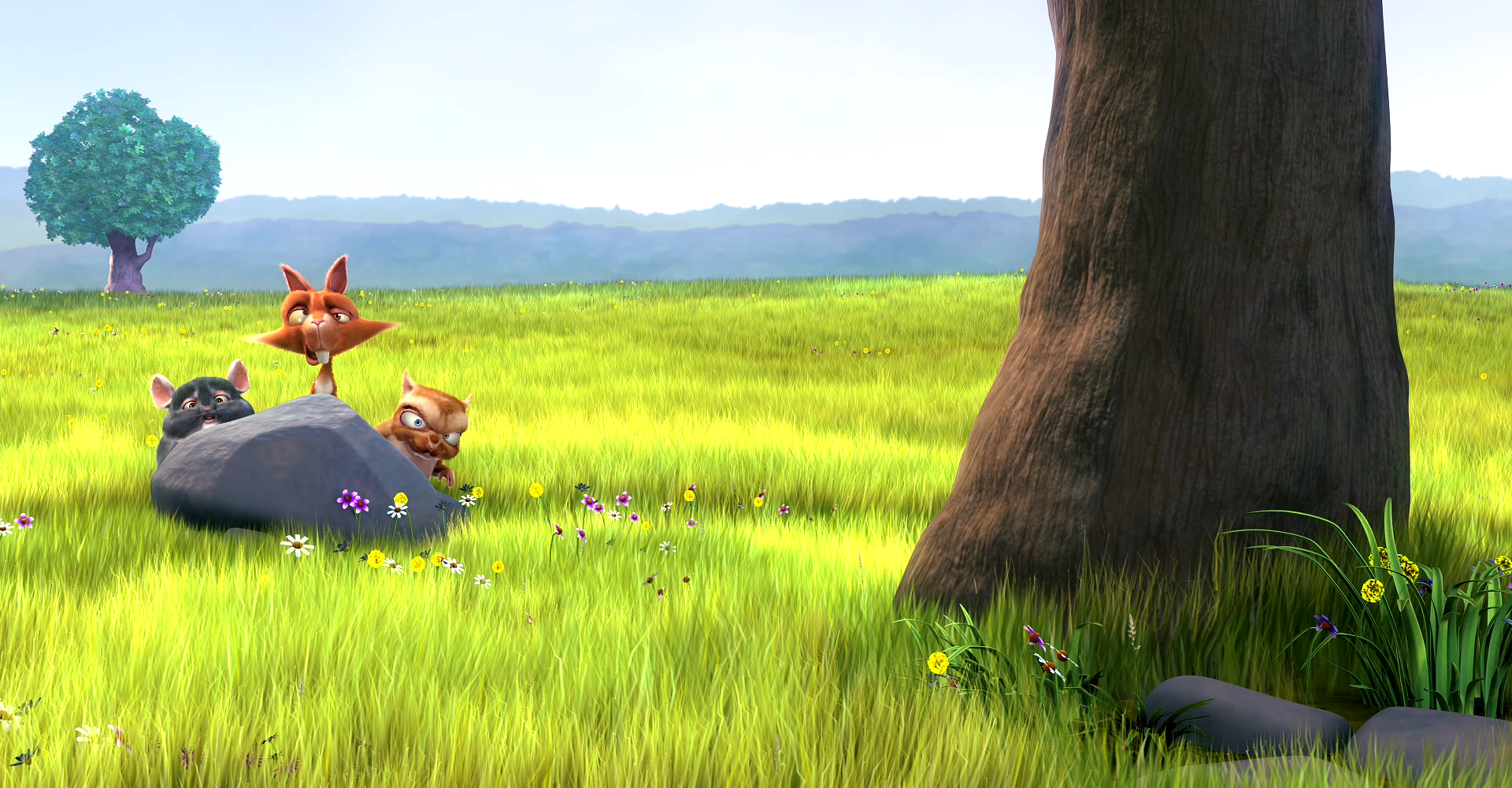
Paysage.
- Film entier.

## Fiche technique
- Titre : Big Buck Bunny
- Réalisation : Sacha « Sago » Goedegebure
- Directeur artistique : Andy Goralczyk
- Musique : Jan Morgenstern
- Direction technique : Brecht van Lommel et Campbell Barton
- Production : Ton Roosendaal
- Pays :  Pays-Bas
- Langue : Muet
- Durée : 9 minutes et 56 secondes
- Date de sortie : 2008

## Distribution
- Enrico Valenza
- Nathan Vegd
- William Reynish

## Logiciels utilisés
- Blender : modélisation et animation 3D
- Ubuntu GNU/Linux : système d'exploitation
- GIMP : éditeur d'images
- Inkscape : éditeur d'images vectorielles
- Subversion : système de gestion de versions
- Python : langage de programmation
- OpenSolaris : système d'exploitation utilisé pour le rendu final du film